# David Mackay (regatista)
David James Mackay (Auckland, 25 de marzo de 1959) es un deportista neozelandés que compitió en vela en la clase 470. Ganó una medalla de bronce en el Campeonato Mundial de 470 de 1977.

## Palmarés internacional
| Campeonato Mundial | Campeonato Mundial | Campeonato Mundial | Campeonato Mundial |
| Año                | Lugar              | Medalla            | Clase              |
| ------------------ | ------------------ | ------------------ | ------------------ |
| 1977               | Shizuoka (Japón)   | Medalla de bronce  | 470                |